# Хезелихејд
Хезелихејд (Gezelligheid, холандски изговор [ɣəˈzɛləxɛit]) је холандски термин који, у зависности од контекста, може да се преведе као дружење, удобност или забава. Често се користи како би се описала друштвена и опуштена ситуација. Такође, може да упућује на припадање, време проведено са драгим људима, виђање са старим пријатељем или генералну здруженост која људима пружа топли осећај. 
Уобичајена особина свих описа овог термина је свеукупна и апстрактна сензација индивидуалног добростања које неко обично дели са другима. Део сваког описа је позитивна атмосфера, ток или вибрације које боје индивидуално лично искуство на добар начин, и на један или други начин одговара друштвеном контексту. 
Као нејасан, апстрактвни појмам, ова реч се, по мишљењима неких, сматра примером непреводљивости, као и једном од најтежих речи за превођење на енглески језик. Неки сматрају да реч заокружује срце холандске културе.

## Етимологија
Термин gezelligheid је настао од холандске речи gezel, што значи сапутник или пријатељ. Током средњег века, gezel је био холандски термин који је означавао путника, који је у холандском систему гилда формирао групу око једног мајстора; дакле, ту је додато значење припадања.

## Употреба
Придев gezellig се може користити у великом броју различитих ситуација:
- Како би се описали соба, ресторан или кафић (у значењу удобно или примамљиво).
- Како би се описала особа (у значењу забавна, пријатна, дружељубива или друштвена).
- Како би се описала прослава (у значењу забавна).
- Како би се описала посета баби и деди (у значењу припадности или здружености).

Овај термин може да се користи и као узвик. Тада може имати једно од горенаведених значења, или може носити саркастично или иронично значење. Може и изражавати ентузијазам због долазећег догађаја као што је неки од горенаведених. 

### Антоним
Антоним овог термина је онхезелихејд (ongezelligheid), који се користи како би се описала места и ситуације које су непримамљиве, којима недостаје топлина и атмосфера, особа која је хладна, одсутна, недруштвена, без воље да учествује у друштвеној ситуацији. 

## Сличне речи
- Данска реч hygge ([ˈhyɡə]) има слично значење. Етимолошки, повезана је са холандском речју heugen, која значи сетити се, и verheugen, која значи радовати се.
- Немачки термин Gemütlichkeit, који означава удовност би могао бити сличан холандском термину, али не у потпуности. У немачком језику постоји и термин Geselligkeit који личи на холандску реч, али има друго значење.
- Норвешки језик такође има своју реч: koselig, која означава осећај удовности и људске топлине у пријатној околини.
- Швеђани користе термин чији је концепт јако сличан: mysig, пријатна и топла атмосфера дружења у пријатном окружењу.[4]